# Гришкіно (Ленінградська область)
Гришкіно (рос. Гришкино) — присілок Бокситогорського району Ленінградської області Росії. Входить до складу Подборовського сільського поселення.
Населення — 16 осіб (2012 рік).